# Шасьер
Шасье́р (фр. и окс. Chassiers) — коммуна во Франции, находится в регионе Рона — Альпы. Департамент коммуны — Ардеш. Входит в состав кантона Ларжантьер. Округ коммуны — Ларжантьер.
Код INSEE коммуны — 07058.

## Население
Население коммуны на 2008 год составляло 994 человека.
| 1962 | 1968 | 1975 | 1982 | 1990 | 1999 | 2008 |
| ---- | ---- | ---- | ---- | ---- | ---- | ---- |
| 665  | 713  | 713  | 854  | 930  | 866  | 994  |

## Экономика
В 2007 году среди 643 человек в трудоспособном возрасте (15—64 лет) 383 были экономически активными, 260 — неактивными (показатель активности — 59,6 %, в 1999 году было 55,6 %). Из 383 активных работали 334 человека (172 мужчины и 162 женщины), безработных было 49 (23 мужчины и 26 женщин). Среди 260 неактивных 40 человек были учениками или студентами, 54 — пенсионерами, 166 были неактивными по другим причинам.

## Достопримечательности
- Романская часовня Сен-Бенуа (XI—XII века)
- Приходская церковь Сент-Илер в готическом стиле
- Замок Ла-Мот (XV век)
- Замок Вернад, в настоящее время мэрия

## Фотогалерея
- Башня замка Вернад
- Памятник погибшим в Первой мировой войне
- Карта коммуны